# Republika Araratu
Kurdyjska Republika Araratu – historyczne państwo nieuznawane w Azji, istniejące w latach 1927–1930.

## Historia

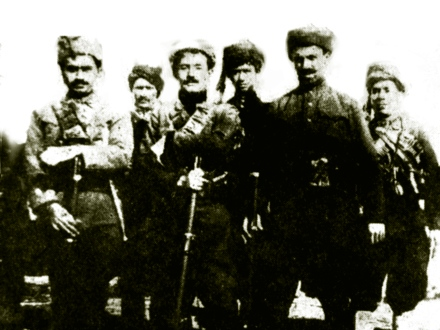
Dowódcy wojskowi Republiki Araratu: Halis Beg, Ihsan Nouri Pasha i Beg Hassani

Secesja Republiki Araratu od Turcji została ogłoszona 28 października 1927 roku przez tymczasowy rząd państwa. Do secesjonistów przyłączyło się wiele plemion kurdyjskich. Pierwsze starcia z siłami tureckimi zazwyczaj kończyły się zwycięstwami secesjonistów, jednak po okrążeniu terytorium państwa przez Turków i odcięciu przez nich szlaków zaopatrzeniowych biegnących do Republiki Araratu, bunt został stłumiony. Pod koniec lata 1930 roku rebelianci zostali pokonani przez siły tureckie, część przywódców secesjonistów została aresztowana, a część uciekła do Iranu. Do 1931 roku władze tureckie represjonowały mieszkańców wiosek i miast leżących na terenie dawnej republiki. Nazwa Republiki Araratu pochodziła od góry Ararat, w pobliżu której znajdowała się siedziba i centrum secesjonistów. Republika Araratu przez większość czasu swojego istnienia posiadała własną flagę, konstytucję, gazety, hymn oraz rząd; państwo nigdy nie zostało jednak uznane na arenie międzynarodowej.